# چسکی کامینی
چسکی کامینی (به لاتین: Czeskie Kamienie) یک کوه در جمهوری چک است که در شپیندلروف ملین واقع شده‌است. چسکی کامینی ۱٬۴۱۶ متر بالاتر از سطح دریا واقع شده‌است.